# Stanislav Šimin
Stanislav Šimin (Novi Sad, 4 ottobre 1986) è un pallavolista serbo.
Gioca nel ruolo di centrale nel Tourcoing Lille Métropole Volley-Ball.

## Carriera
La carriera di Stanislav Šimin inizia nell'Odbojkaški klub Vojvodina di Novi Sad. Dopo aver disputato una finale di campionato nella stagione 2005-06, si trasferisce nel campionato francese. Veste le maglie di Foyer Laïque Saint-Quentin Volley-Ball, Avignon Volley-Ball e Gazélec Football Club Olympique Ajaccio, prima di ottenere tre successi con il Tours Volley-Ball, nell'annata 2012-13, quando vince la Ligue A, la Coppa di Francia e la Supercoppa francese. Dal campionato 2013-14 gioca nel Tourcoing Lille Métropole Volley-Ball.

## Palmarès
- Campionato francese: 1

2012-13
- Coppa di Francia: 1

2012-13
- Supercoppa francese: 1

2012